# 加州豪園

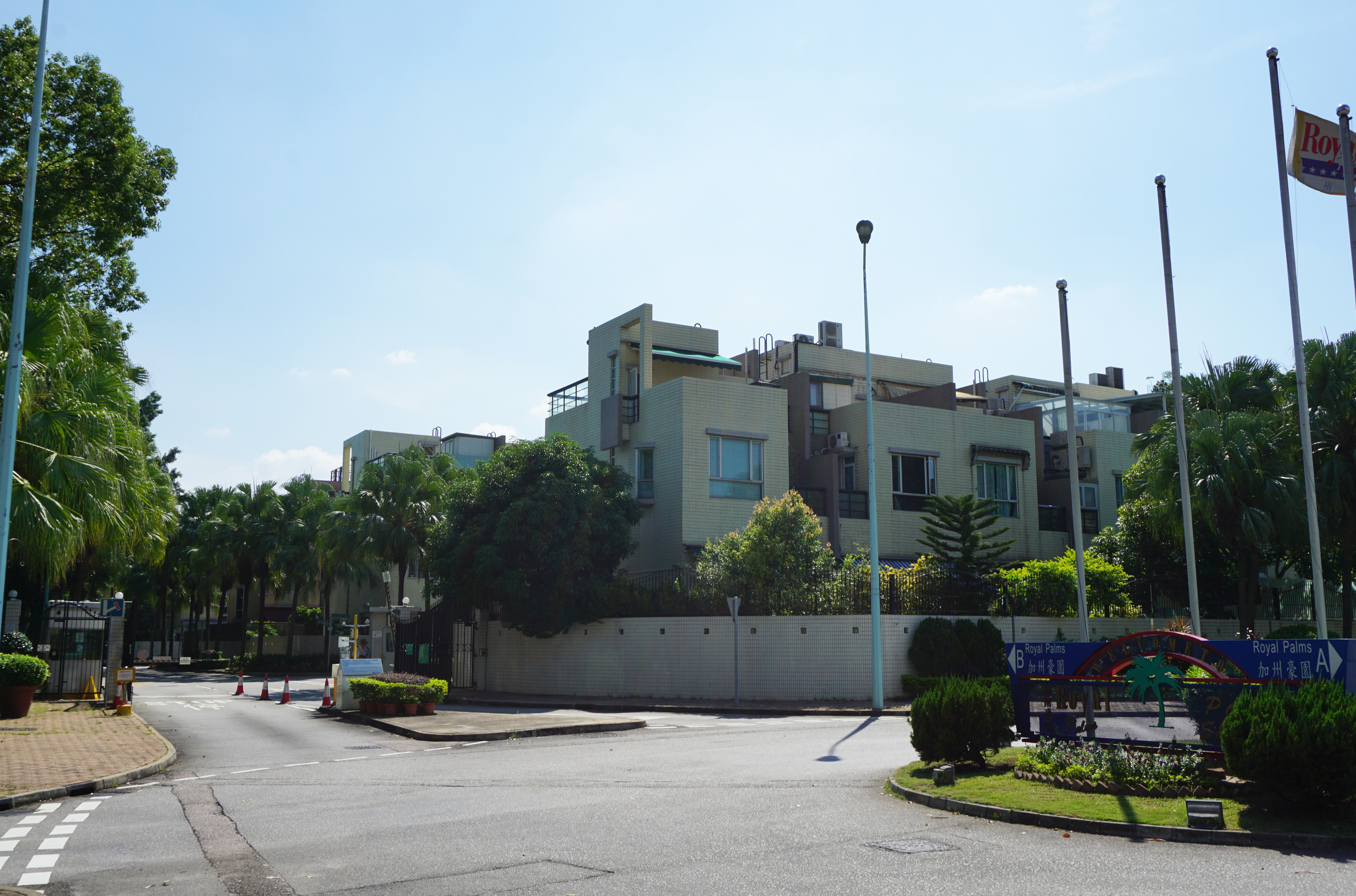
加州豪園B

加州豪園（英語：Royal Palms）位於香港新界元朗新田和生圍，發展商為新鴻基地產，管理公司為旗下的啟勝管理服務，共建有424間花園式洋房，每幢洋房均配有私家車位及花園。而洋房之間亦有鋪設諸多路徑，以供行人與車輛出入此區。

## 會所

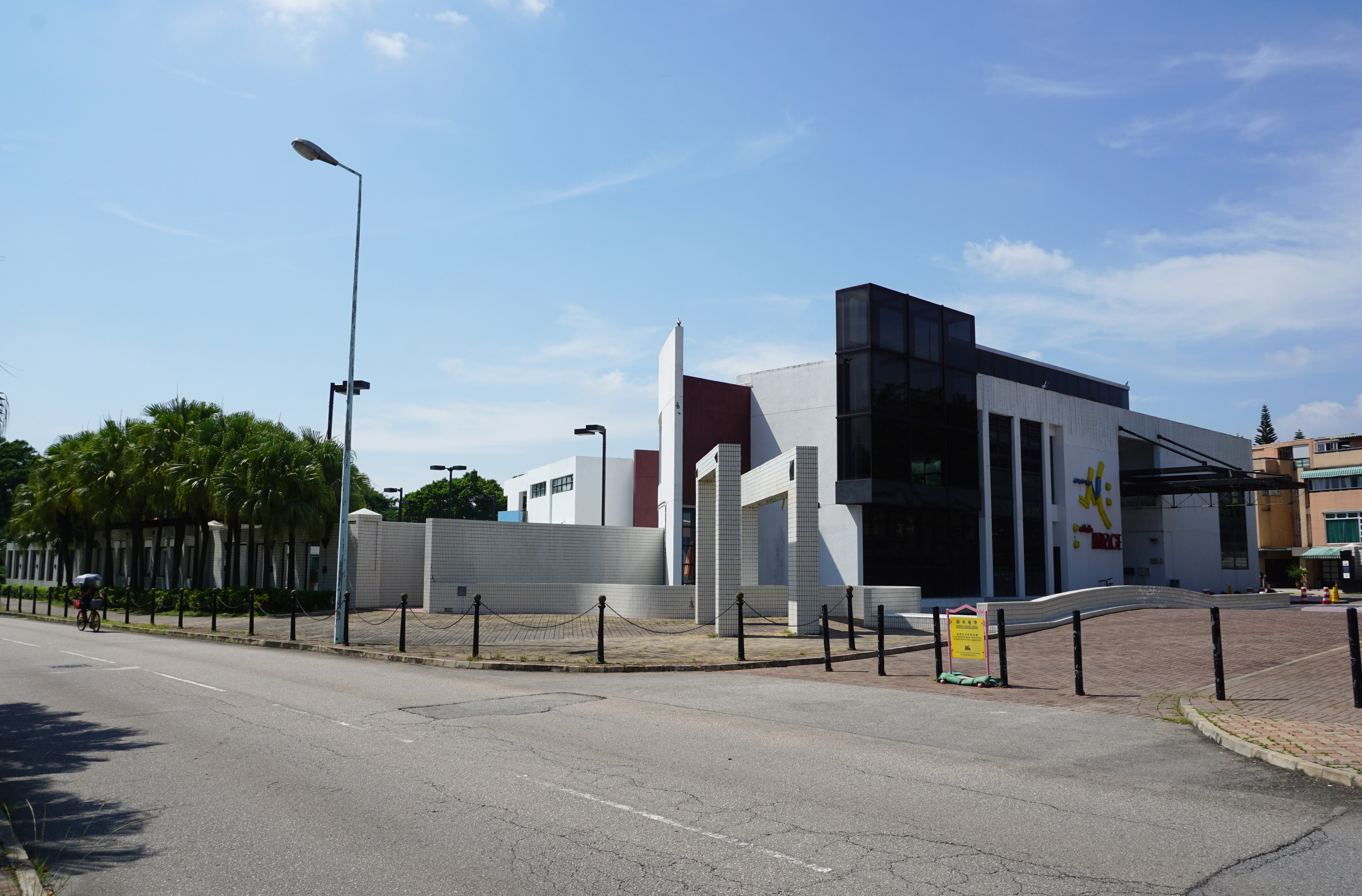
加州豪園會所「Club Mirace」

設有游泳池、網球場、健身室、宴會廳、桌球室、休息間、酒廊、桑拿浴室、電子遊戲室、哥爾夫球投影室、兒童遊戲室、兒童遊樂場及園藝花園。

## 鄰近住宅
- 加州花園
- 錦綉花園

## 外部連結
- 加州豪園官方網頁
- 新鴻基地產（页面存档备份，存于）